# Mladen (vaivoda)
Mladen (en serbio: Младен; fl. 1323-1326) fue un magnate serbio que sirvió al rey Esteban Dečanski, con los títulos de župan (conde) y más tarde vaivoda (general). Fue el padre de Branko Mladenović, un magnate posterior.

## Biografía
Mladen y su hermano Nikola procedían de una familia que tenía propiedades en Drenica, en Kosovo, durante el reinado de Esteban Milutin. La familia se elevó durante el gobierno del rey Esteban Dečanski; Mladen es mencionado en 1323 como gobernante de Trebinje y Dračevica, mientras que su hermano Nikola se menciona como gobernador en el norte de Albania en 1329. La confirmación del rey Esteban Dečanski sobre los derechos de los comerciantes raguseos que data del 25 de marzo de 1326 contó con el vaivoda Mladen, el tepčija Vladoje y el čelnik Đuraš Ilijić. La jerarquía de la corte serbia era la siguiente: stavilac, čelnik, kaznac, tepčija y vaivoda, el título supremo. Aunque la familia era influyente, no estaba entre las familias más poderosas de la corte serbia. Se desconoce si Mladen vivió para servir al rey Esteban Dušan, como es el caso de muchos otros magnates como el vaivoda Vojin y el čelnik Gradislav Vojšić. La última mención de este en documentos data de 1326.

## Descendencia
Tuvo un hijo, Branko, y una hija, Ratoslava. Ratoslava se casó con el župan Altoman, el hijo del vaivoda Vojin. Branko fue uno de los magnates que recibieron títulos de la corte bizantina tras la coronación de Esteban Dušan como emperador (1346), recibiendo el título de sebastocrátor.